# サマンサ・ストーサー
サマンサ・ストーサー（Samantha Stosur, 1984年3月30日 - ）は、オーストラリア・ブリスベン出身の女子プロテニス選手。2011年の全米オープン女子シングルスの優勝者であり、4大大会女子ダブルスで3勝、混合ダブルス3勝を挙げている。これまでにWTAツアーでシングルス9勝、ダブルス26勝を挙げる。自己最高ランキングはシングルス4位、ダブルス1位。身長172cm、体重65kg。右利き、バックハンド・ストロークは両手打ち。

## 来歴
ストーサーは友達の勧めがきっかけで8歳からテニスを始めた。2003年から女子テニス国別対抗戦・フェドカップのオーストラリア代表選手になる。2004年のアテネ五輪では、シングルス・ダブルスとも1回戦で敗退した。2005年からストーサーのテニス経歴は開花を始め、ダブルスで年間7勝を挙げた。最初の2勝は同じオーストラリアのブリーアン・スチュワートとペアを組み、同年のウィンブルドン女子ダブルス準決勝進出まではスチュアートがパートナーであったが、ウィンブルドン終了後のアメリカ・カリフォルニア州スタンフォード大会からリサ・レイモンドと組むようになる。このペアは同年の全米オープン女子ダブルスで4大大会初優勝を飾り、決勝でエレーナ・デメンチェワとフラビア・ペンネッタの組を 6-2, 5-7, 6-3 で破った。その後、2人は女子テニス年間最終戦・WTAツアー選手権の女子ダブルスでも優勝した。シングルスでのストーサーは2005年の1月に2週連続準優勝があり、2006年5月第2週にはチェコ・プラハ大会の決勝でイスラエルのシャハー・ピアーに 6-4, 2-6, 1-6 で敗れている。
2006年の全豪オープンで、サマンサ・ストーサーは初めて4大大会の女子シングルス4回戦に進出したが、この年から3年ぶりに現役復帰したばかりのマルチナ・ヒンギスに 1-6, 6-7 で敗れた。この大会ではレイモンドと組んだ女子ダブルスでも、中国ペアの鄭潔&晏紫組に 6-2, 6-7, 3-6 の逆転で敗れて準優勝に終わった。しかし、翌週に日本の「東レ パン・パシフィック・オープン・テニストーナメント」で優勝する。2006年全仏オープンではレイモンドとのペアで、第5シードの杉山愛&ダニエラ・ハンチュコバ組を 6-3, 6-2 で圧倒し、4大大会女子ダブルス2勝目を挙げた。
それから2年後、ストーサーとレイモンドは2008年ウィンブルドンで初めての決勝進出を決めたが、ビーナスとセリーナのウィリアムズ姉妹ペアに 2-6, 2-6 のストレートで完敗した。この後北京五輪で2度目のオリンピックに出場する。2009年から、ストーサーのダブルス・パートナーは同じオーストラリアのレネ・スタブスに変わった。
2009年の全仏オープンで、サマンサ・ストーサーは初めてシングルスのベスト4に進出した。第30シードだった彼女は、3回戦で第4シードのエレーナ・デメンチェワを破って波に乗り、4回戦はビルジニ・ラザノ、準々決勝ではソラナ・チルステアを破って勝ち進んだ。初進出のシングルス準決勝では、第7シードのスベトラーナ・クズネツォワに 4-6, 7-6, 3-6 で競り負け、彼女の快進撃はここで止まった。
それから4か月後、ストーサーは大阪市内の靱テニスセンターで開かれたHPオープンでWTAツアーのシングルス初優勝を飾った。決勝戦ではフランチェスカ・スキアボーネに 7-5, 6-1 のスコアで勝った。（それまでの彼女は、WTAツアーのシングルス決勝で5度の準優勝に甘んじていた。）
2010年、ファミリー・サークル・カップの決勝でストーサーはベラ・ズボナレワを 6-0, 6-3 で破り、シングルス2勝目を挙げると、全仏オープンでは4回戦で過去4回優勝しているジュスティーヌ・エナンを 2-6, 6-1, 6-4 で、準々決勝では世界ランク1位のセリーナ・ウィリアムズを 6-2, 6-7 , 8-6 で破り2年連続の準決勝に進出する。準決勝ではエレナ・ヤンコビッチ（セルビア）に 6-1, 6-2 で圧勝し4大大会初の決勝に進んだが、決勝でフランチェスカ・スキアボーネに 4-6, 6-7 で敗れ準優勝となった。
2011年、第9シードで臨んだ全米オープンは、3回戦、4回戦、準決勝をいずれもフルセットの接戦で勝ち上がり、決勝では1ヶ月前に怪我から復帰した元女王のセリーナ・ウィリアムズと対戦。6-2、6-3 のストレートで快勝し、念願のシングルスグランドスラム初タイトルを手にした。
ストーサーは芝の大会が苦手でウィンブルドンのシングルスでは2009年と2013年、2015年の3回戦進出が最高成績である。3度目の五輪出場となったロンドン五輪でもシングルス、ダブルスとも1回戦で敗退した。

## WTAツアー決勝進出結果

### シングルス: 25回 (9勝16敗)
| 大会グレード          | 大会グレード                 |
| 2008年以前            | 2009年以後                   |
| --------------------- | ---------------------------- |
| グランドスラム (1–1)  |                              |
| WTAファイナルズ (0–0) |                              |
| ティア I (0–0)        | プレミア・マンダトリー (0-0) |
| ティア I (0–0)        | プレミア5 (0-3)              |
|                       | WTAチャンピオンズ (0–1)      |
| ティア II (0–1)       | プレミア (2–4)               |
| ティア III (0–1)      | インターナショナル (6–3)     |
| ティア IV ＆ V (0–2)  | インターナショナル (6–3)     |

| 結果   | No. | 決勝日         | 大会               | サーフェス    | 対戦相手                     | スコア           |
| ------ | --- | -------------- | ------------------ | ------------- | ---------------------------- | ---------------- |
| 準優勝 | 1.  | 2005年1月8日   | ゴールドコースト   | ハード        | パティ・シュナイダー         | 6–1, 3–6, 5–7    |
| 準優勝 | 2.  | 2005年1月15日  | シドニー           | ハード        | アリシア・モリク             | 7–6(5), 4–6, 5–7 |
| 準優勝 | 3.  | 2006年5月9日   | プラハ             | クレー        | シャハー・ピアー             | 6–4, 2–6, 1–6    |
| 準優勝 | 4.  | 2008年9月28日  | ソウル             | ハード        | マリア・キリレンコ           | 6–2, 1–6, 4–6    |
| 準優勝 | 5.  | 2009年8月9日   | ロサンゼルス       | ハード        | フラビア・ペンネッタ         | 4–6, 3–6         |
| 優勝   | 1.  | 2009年10月18日 | 大阪               | ハード        | フランチェスカ・スキアボーネ | 7–5, 6–1         |
| 優勝   | 2.  | 2010年4月18日  | チャールストン     | クレー        | ベラ・ズボナレワ             | 6–0, 6–3         |
| 準優勝 | 6.  | 2010年5月2日   | シュトゥットガルト | クレー        | ジュスティーヌ・エナン       | 4–6, 6–2, 1–6    |
| 準優勝 | 7.  | 2010年6月5日   | 全仏オープン       | クレー        | フランチェスカ・スキアボーネ | 4–6, 6–7(2)      |
| 準優勝 | 8.  | 2011年5月15日  | ローマ             | クレー        | マリア・シャラポワ           | 2–6, 4–6         |
| 準優勝 | 9.  | 2011年8月14日  | トロント           | ハード        | セリーナ・ウィリアムズ       | 4–6, 2–6         |
| 優勝   | 3.  | 2011年9月11日  | 全米オープン       | ハード        | セリーナ・ウィリアムズ       | 6–2, 6–3         |
| 準優勝 | 10. | 2011年10月16日 | 大阪               | ハード        | マリオン・バルトリ           | 3–6, 1–6         |
| 準優勝 | 11. | 2012年2月19日  | ドーハ             | ハード        | ビクトリア・アザレンカ       | 1–6, 2–6         |
| 準優勝 | 12. | 2012年10月21日 | モスクワ           | ハード (室内) | キャロライン・ウォズニアッキ | 2–6, 6–4, 5–7    |
| 優勝   | 4.  | 2013年8月4日   | カールスバッド     | ハード        | ビクトリア・アザレンカ       | 6–2, 6-3         |
| 優勝   | 5.  | 2013年10月13日 | 大阪               | ハード        | ウージニー・ブシャール       | 3-6, 7-5, 6-2    |
| 準優勝 | 13. | 2013年10月20日 | モスクワ           | ハード (室内) | シモナ・ハレプ               | 6–7(1), 2–6      |
| 準優勝 | 14. | 2013年11月3日  | ソフィア           | ハード (室内) | シモナ・ハレプ               | 6–2, 2–6, 2–6    |
| 優勝   | 6.  | 2014年10月12日 | 大阪               | ハード        | ザリナ・ディアス             | 7–6(7), 6–3      |
| 優勝   | 7.  | 2015年5月23日  | ストラスブール     | クレー        | クリスティナ・ムラデノビッチ | 3–6, 6–2, 6–3    |
| 優勝   | 8.  | 2015年7月26日  | ガシュタイン       | クレー        | カリン・クナップ             | 3-6, 7-6(3), 6-2 |
| 準優勝 | 15. | 2016年4月30日  | プラハ             | クレー        | ルーシー・サファロバ         | 6–3, 1–6, 4–6    |
| 優勝   | 9.  | 2017年5月27日  | ストラスブール     | クレー        | ダリア・ガブリロワ           | 5–7, 6–4, 6–3    |
| 準優勝 | 16. | 2019年9月28日  | 広州               | ハード        | ソフィア・ケニン             | 7–6(4), 4–6, 2–6 |

### ダブルス: 41回 (26勝15敗)
| 大会グレード          | 大会グレード                 |
| 2008年以前            | 2009年以後                   |
| --------------------- | ---------------------------- |
| グランドスラム (3–5)  |                              |
| WTAファイナルズ (2–0) |                              |
| ティア I (9-1)        | プレミア・マンダトリー (0-3) |
| ティア I (9-1)        | プレミア5 (0-1)              |
| ティア II (7-2)       | プレミア (2-1)               |
| ティア III (2-1)      | インターナショナル (1-1)     |
| ティア IV ＆ V (0–0)  | インターナショナル (1-1)     |

| 結果   | No. | 決勝日         | 大会                 | サーフェス        | パートナー                 | 対戦相手                                                            | スコア           |
| ------ | --- | -------------- | -------------------- | ----------------- | -------------------------- | ------------------------------------------------------------------- | ---------------- |
| 準優勝 | 1.  | 2004年11月7日  | ケベックシティ       | ハード (室内)     | エルス・カレンズ           | カーリー・ガリクソン マリア・エミリア・サレルニ                     | 5–7, 5–7         |
| 優勝   | 1.  | 2005年1月15日  | シドニー             | ハード            | ブリーアン・スチュワート   | エレーナ・デメンチェワ 杉山愛                                       | 不戦勝           |
| 優勝   | 2.  | 2005年4月10日  | アメリアアイランド   | クレー            | ブリーアン・スチュワート   | クベタ・ペシュケ パティ・シュナイダー                               | 6–4, 6–2         |
| 優勝   | 3.  | 2005年8月27日  | ニューヘイブン       | ハード            | リサ・レイモンド           | ヒセラ・ドゥルコ マリア・キリレンコ                                 | 6–2, 6–7, 6–1    |
| 優勝   | 4.  | 2005年9月10日  | 全米オープン         | ハード            | リサ・レイモンド           | エレーナ・デメンチェワ フラビア・ペンネッタ                         | 6–2, 5–7, 6–3    |
| 優勝   | 5.  | 2005年10月2日  | ルクセンブルク       | ハード (室内)     | リサ・レイモンド           | カーラ・ブラック レネ・スタブス                                     | 7–5, 6–1         |
| 優勝   | 6.  | 2005年10月16日 | モスクワ             | カーペット (室内) | リサ・レイモンド           | カーラ・ブラック レネ・スタブス                                     | 6–2, 6–4         |
| 準優勝 | 2.  | 2005年11月6日  | フィラデルフィア     | ハード (室内)     | リサ・レイモンド           | カーラ・ブラック レネ・スタブス                                     | 4–6, 6–7(4)      |
| 優勝   | 7.  | 2005年11月13日 | ロサンゼルス         | ハード (室内)     | リサ・レイモンド           | カーラ・ブラック レネ・スタブス                                     | 6–7, 7–5, 6–4    |
| 準優勝 | 3.  | 2006年1月27日  | 全豪オープン         | ハード            | リサ・レイモンド           | 晏紫 鄭潔                                                           | 6–2, 6–7(7), 3–6 |
| 優勝   | 8.  | 2006年2月5日   | 東京                 | カーペット (室内) | リサ・レイモンド           | カーラ・ブラック レネ・スタブス                                     | 6–2, 6–1         |
| 優勝   | 9.  | 2006年2月25日  | メンフィス           | ハード (室内)     | リサ・レイモンド           | ビクトリア・アザレンカ キャロライン・ウォズニアッキ                 | 7–6, 6–3         |
| 優勝   | 10. | 2006年3月18日  | インディアンウェルズ | ハード            | リサ・レイモンド           | ビルヒニア・ルアノ・パスクアル メガン・ショーネシー                 | 6–2, 7–5         |
| 優勝   | 11. | 2006年4月1日   | マイアミ             | ハード            | リサ・レイモンド           | リーゼル・フーバー マルチナ・ナブラチロワ                           | 6–4, 7–5         |
| 優勝   | 12. | 2006年4月16日  | チャールストン       | クレー            | リサ・レイモンド           | ビルヒニア・ルアノ・パスクアル メガン・ショーネシー                 | 3–6, 6–1, 6–1    |
| 優勝   | 13. | 2006年6月10日  | 全仏オープン         | クレー            | リサ・レイモンド           | ダニエラ・ハンチュコバ 杉山愛                                       | 6–3, 6–2         |
| 準優勝 | 4.  | 2006年8月26日  | ニューヘイブン       | ハード            | リサ・レイモンド           | 晏紫 鄭潔                                                           | 4–6, 2–6         |
| 優勝   | 14. | 2006年10月8日  | シュトゥットガルト   | ハード (室内)     | リサ・レイモンド           | カーラ・ブラック レネ・スタブス                                     | 6–3, 6–4         |
| 優勝   | 15. | 2006年10月29日 | リンツ               | ハード (室内)     | リサ・レイモンド           | コリーナ・モラリュー カタリナ・スレボトニク                         | 6–3, 6–0         |
| 優勝   | 16. | 2006年11月5日  | ハッセルト           | ハード (室内)     | リサ・レイモンド           | エレニ・ダニリドゥ ジャスミン・ヴェール                             | 6–2, 6–3         |
| 優勝   | 17. | 2006年11月12日 | マドリード           | ハード (室内)     | リサ・レイモンド           | カーラ・ブラック レネ・スタブス                                     | 3–6, 6–3, 6–3    |
| 優勝   | 18. | 2007年2月4日   | 東京                 | カーペット (室内) | リサ・レイモンド           | バニア・キング レネ・スタブス                                       | 7–6, 3–6, 7–5    |
| 優勝   | 19. | 2007年3月17日  | インディアンウェルズ | ハード            | リサ・レイモンド           | 詹詠然 荘佳容                                                       | 6–3, 7–5         |
| 優勝   | 20. | 2007年4月3日   | マイアミ             | ハード            | リサ・レイモンド           | カーラ・ブラック リーゼル・フーバー                                 | 6–4, 3–6, [10–2] |
| 優勝   | 21. | 2007年5月7日   | ベルリン             | クレー            | リサ・レイモンド           | タチアナ・ガルビン ロベルタ・ビンチ                                 | 6–3, 6–4         |
| 優勝   | 22. | 2007年6月23日  | イーストボーン       | 芝                | リサ・レイモンド           | クベタ・ペシュケ レネ・スタブス                                     | 6–7(5), 6–4, 6–3 |
| 準優勝 | 5.  | 2008年7月5日   | ウィンブルドン       | 芝                | リサ・レイモンド           | セリーナ・ウィリアムズ ビーナス・ウィリアムズ                       | 2–6, 2–6         |
| 準優勝 | 6.  | 2008年9月7日   | 全米オープン         | ハード            | リサ・レイモンド           | カーラ・ブラック リーゼル・フーバー                                 | 3–6, 6–7(6)      |
| 準優勝 | 7.  | 2008年9月21日  | 東京                 | ハード            | リサ・レイモンド           | バニア・キング ナディア・ペトロワ                                   | 1–6, 4–6         |
| 準優勝 | 8.  | 2009年6月20日  | イーストボーン       | 芝                | レネ・スタブス             | 杉山愛 アクグル・アマンムラドワ                                     | 4–6, 3–6         |
| 準優勝 | 9.  | 2009年7月4日   | ウィンブルドン       | 芝                | レネ・スタブス             | セリーナ・ウィリアムズ ビーナス・ウィリアムズ                       | 6–7(4), 4–6      |
| 準優勝 | 10. | 2009年8月23日  | トロント             | ハード            | レネ・スタブス             | ヌリア・リャゴステラ・ビベス マリア・ホセ・マルティネス・サンチェス | 6–2, 5–7, [9–11] |
| 準優勝 | 11. | 2010年3月20日  | インディアンウェルズ | ハード            | ナディア・ペトロワ         | クベタ・ペシュケ カタリナ・スレボトニク                             | 4–6, 6–2, [5–10] |
| 準優勝 | 12. | 2010年4月4日   | マイアミ             | ハード            | ナディア・ペトロワ         | ヒセラ・ドゥルコ フラビア・ペンネッタ                               | 3–6, 6–4, [7–10] |
| 優勝   | 23. | 2011年4月24日  | シュトゥットガルト   | クレー            | ザビーネ・リシキ           | クリスティナ・バロイス ジャスミン・ヴェール                         | 6–1, 7–6(5)      |
| 準優勝 | 13. | 2011年7月2日   | ウィンブルドン       | 芝                | ザビーネ・リシキ           | クベタ・ペシュケ カタリナ・スレボトニク                             | 3–6, 1–6         |
| 準優勝 | 14. | 2013年10月13日 | 大阪                 | ハード            | 張帥                       | クリスティナ・ムラデノビッチ フラビア・ペンネッタ                   | 4-6, 3-6         |
| 優勝   | 24. | 2013年10月20日 | モスクワ             | ハード (室内)     | スベトラーナ・クズネツォワ | アーラ・クドゥリャフツェワ アナスタシア・ロディオノワ               | 6–1, 1–6, [10–8] |
| 優勝   | 25. | 2018年10月14日 | 香港                 | ハード            | 張帥                       | 青山修子 リジア・マロザワ                                           | 6-4, 6-4         |
| 優勝   | 26. | 2019年1月26日  | 全豪オープン         | ハード            | 張帥                       | ティメア・バボシュ クリスティナ・ムラデノビッチ                     | 6–3, 6–4         |
| 準優勝 | 15. | 2019年3月31日  | マイアミ             | ハード            | 張帥                       | エリーズ・メルテンス アリーナ・サバレンカ                           | 6–7(5), 2–6      |

## 4大大会優勝
- 全豪オープン 女子ダブルス：1勝（2019年） /混合ダブルス：1勝（2005年）
- 全仏オープン 女子ダブルス：1勝（2006年） ［女子シングルス準優勝1度：2010年］
- ウィンブルドン 混合ダブルス：2勝（2008年・2014年） ［女子ダブルス準優勝3度：2008年・2009年・2011年］
- 全米オープン 女子シングルス：1勝（2011年） /女子ダブルス：1勝（2005年）

| 年     | 大会         | 対戦相手               | 試合結果 |
| ------ | ------------ | ---------------------- | -------- |
| 2011年 | 全米オープン | セリーナ・ウィリアムズ | 6-2, 6-3 |

## 4大大会シングルス成績
略語の説明
| W | F | SF | QF | #R | RR | Q# | LQ | A | Z# | PO | G | S | B | NMS | P | NH |

W=優勝, F=準優勝, SF=ベスト4, QF=ベスト8, #R=#回戦敗退, RR=ラウンドロビン敗退, Q#=予選#回戦敗退, LQ=予選敗退, A=大会不参加, Z#=デビスカップ/BJKカップ地域ゾーン, PO=デビスカップ/BJKカッププレーオフ, G=オリンピック金メダル, S=オリンピック銀メダル, B=オリンピック銅メダル, NMS=マスターズシリーズから降格, P=開催延期, NH=開催なし.
| 大会           | 2000 | 2001 | 2002 | 2003 | 2004 | 2005 | 2006 | 2007 | 2008 | 2009 | 2010 | 2011 | 2012 | 2013 | 2014 | 2015 | 2016 | 2017 | 2018 | 2019 | 2020 | 通算成績 |
| -------------- | ---- | ---- | ---- | ---- | ---- | ---- | ---- | ---- | ---- | ---- | ---- | ---- | ---- | ---- | ---- | ---- | ---- | ---- | ---- | ---- | ---- | -------- |
| 全豪オープン   | LQ   | LQ   | 1R   | 3R   | 2R   | 1R   | 4R   | 2R   | A    | 3R   | 4R   | 3R   | 1R   | 2R   | 3R   | 2R   | 1R   | 1R   | 1R   | 1R   | 1R   | 18–18    |
| 全仏オープン   | A    | A    | A    | LQ   | 1R   | 2R   | 1R   | 3R   | 2R   | SF   | F    | 3R   | SF   | 3R   | 4R   | 3R   | SF   | 4R   | 3R   | 2R   |      | 38–16    |
| ウィンブルドン | A    | A    | A    | 1R   | 1R   | 1R   | 2R   | 2R   | 2R   | 3R   | 1R   | 1R   | 2R   | 3R   | 1R   | 3R   | 2R   | A    | 2R   | 1R   |      | 12–16    |
| 全米オープン   | A    | A    | A    | LQ   | 2R   | 1R   | 1R   | 1R   | 1R   | 2R   | QF   | W    | QF   | 1R   | 2R   | 4R   | 2R   | A    | 1R   | 1R   |      | 22–14    |